# Tanikaze Kajinosuke
Tanikaze Kajinosuke (谷風 梶之助 en japonés, nacido el 8 de septiembre de 1750 como Kaneko Yoshiro (金子 与四郎 en japonés) en Wakabayashi-ku, Sendai, Japón; y fallecido el 27 de febrero de 1795 en Japón) fue un rikishi (luchador de sumo) durante la Era Tokugawa, oficialmente es reconocido como el cuarto yokozuna y el primero en recibir dicho título estando en vida. Alcanzó gran fama y ganó 21 títulos. También fue el oyakata (entrenador) de Raiden Tameemon.

## Primeros años
Nació en Sendai como Kaneko Yoshiro su nombre de pila. Hizo su debut en el sumo en 1769 a la edad de 19 años. Con una altura de 189 cm y 162 kg, era extremadamente alto en comparación con los rikishi de su época.
En este periodo, los hombres con un gran físico pero a menudo pocos o ninguno en el sumo se les pidió entrar en los torneos sumo. Debutaban como kanban u ōzeki invitado y en la mayoría de los casos sus "carreras" fueron de corta duración. Tanikaze, debido a su tamaño, debutó en 1769. Eligió permanecer activo en el sumo sin embargo, y eventualmente sería promovido a un ōzeki verdadero directamente en marzo de 1781. Desde octubre de 1777 hasta febrero de 1786, solamente perdió un combate. Estuvo con Onogawa I en febrero de 1782. Registró la racha más larga de victorias consecutivas en el sumo en ese momento, con 63. Este récord permaneció ininterrumpido durante 150 años, hasta la llegada de Futabayama en 1938.

## Yokozuna
El 19 de noviembre de 1789, se convirtió en uno de los dos primeros luchadores de sumo a los que se les permitió realizar un yokozuna dohyō-iri (una ceremonia de entrada especial al dohyō (anillo de lucha) solo para el yokozuna, en lugar de entrar como parte de un desfile de los luchadores de alto rango). Tanto él como Onogawa I recibieron simultáneamente una licencia especial llamada yokozuna en ese año. Oficialmente está registrado como el cuarto yokozuna en la historia del sumo. Sin embargo, como en los tres primeros (véase Anexo:Yokozuna), si de hecho existieron en absoluto, se le otorgó el grado póstumamente, se puede decir que es uno de los dos primeros titulares reales del rango.
Todavía era un luchador en activo cuando murió a los 44 años debido a la gripe. Estaba en otra racha ganadora de 35 combates al momento de su muerte. En la división makuuchi, Tanikaze ganó 258 combates y solo perdió 14 combates, logrando un porcentaje ganador de 94,9%.
Tanikaze era un rikishi muy popular. A diferencia de otros rikishi de su época, muchos nishiki-e e imágenes de él participando en combates todavía permanecen.

## Historial
1769
| Año (Honbasho) | Hatsu Basho (abril) (ciudad de Tokio) | Fuyu Basho (octubre) (ciudad de Tokio) | Victorias / Derrotas / Ausencias / Empates / Retenciones / Sin resultados |
| 1769           | Ōzeki 1 Oeste Hatsu Dohyō 4 - 0 - 3   | Ōzeki 1 Oeste 0 - 1 - 7                | 4 - 1 - 10                                                                |

1770
| Año (Honbasho) | Hatsu Basho (marzo) (ciudad de Tokio) | Fuyu Basho (noviembre) (ciudad de Tokio) | Victorias / Derrotas / Ausencias / Empates / Retenciones / Sin resultados |
| 1770           | Ōzeki 1 Oeste 3 - 0 - 5               | Maegashira 1 Oeste 7 - 1                 | 10 - 1 - 5                                                                |

1771
| Año (Honbasho) | Hatsu Basho (marzo) (ciudad de Tokio) | Fuyu Basho (octubre) (ciudad de Tokio) | Victorias / Derrotas / Ausencias / Empates / Retenciones / Sin resultados |
| 1771           | Maegashira 3 Oeste 0 - 0 - 8          | Komusubi 1 Oeste 5 - 0 - 1e - 2r       | 5 - 0 - 8 - 1e - 2r                                                       |

1772
| Año (Honbasho) | Fuyu Basho (noviembre) (ciudad de Tokio) | Victorias / Derrotas / Ausencias / Empates / Retenciones / Sin resultados |
| 1772           | Komusubi 1 Oeste 6 - 0 - 2               | 6 - 0 - 2                                                                 |

1773
| Año (Honbasho) | Hatsu Basho (marzo) (ciudad de Tokio) | Fuyu Basho (octubre) (ciudad de Tokio) | Victorias / Derrotas / Ausencias / Empates / Retenciones / Sin resultados |
| 1773           | Maegashira 1 Oeste 5 - 1 - 1e - 1r    | Maegashira 1 Oeste 5 - 2 - 1r          | 10 - 3 - 1e - 2r                                                          |

1774
| Año (Honbasho) | Hatsu Basho (abril) (ciudad de Tokio) | Fuyu Basho (octubre) (ciudad de Tokio) | Victorias / Derrotas / Ausencias / Empates / Retenciones / Sin resultados |
| 1774           | Maegashira 1 Oeste 6 - 0 - 2          | Komusubi 1 Oeste 5 - 0 - 1 - 2e        | 11 - 0 - 3 - 2e                                                           |

1775
| Año (Honbasho) | Hatsu Basho (marzo) (ciudad de Tokio) | Fuyu Basho (octubre) (ciudad de Tokio) | Victorias / Derrotas / Ausencias / Empates / Retenciones / Sin resultados |
| 1775           | Komusubi 1 Oeste 4 - 0                | Komusubi 1 Oeste 5 - 2 - 1r            | 9 - 2 - 1r                                                                |

1776
| Año (Honbasho) | Hatsu Basho (enero) (ciudad de Tokio) | Fuyu Basho (octubre) (ciudad de Tokio) | Victorias / Derrotas / Ausencias / Empates / Retenciones / Sin resultados |
| 1776           | Maegashira 1 Oeste 0 - 0              | Komusubi 1 Oeste 7 - 0 - 1r            | 7 - 0 - 1r                                                                |

1777
| Año (Honbasho) | Hatsu Basho (abril) (ciudad de Tokio) | Fuyu Basho (octubre) (ciudad de Tokio) | Victorias / Derrotas / Ausencias / Empates / Retenciones / Sin resultados |
| 1777           | Sekiwake 1 Oeste 2 - 1 - 5            | Komusubi 1 Oeste 5 - 1 - 1e - 1r       | 7 - 2 - 5 - 1e - 1r                                                       |

1778
| Año (Honbasho) | Hatsu Basho (marzo) (ciudad de Tokio) | Fuyu Basho (noviembre) (ciudad de Tokio) | Victorias / Derrotas / Ausencias / Empates / Retenciones / Sin resultados |
| 1778           | Sekiwake 1 Oeste 9 - 0 - 1            | Sekiwake 1 Oeste 0 - 0 - 10              | 9 - 0 - 11                                                                |

1779
| Año (Honbasho) | Hatsu Basho (marzo) (ciudad de Tokio) | Fuyu Basho (octubre) (ciudad de Tokio) | Victorias / Derrotas / Ausencias / Empates / Retenciones / Sin resultados |
| 1779           | Sekiwake 1 Oeste 9 - 0 - 1            | Sekiwake 1 Oeste 9 - 0 - 1e            | 18 - 0 - 1 - 1e                                                           |

1780-1781
| Año (Honbasho) | Hatsu Basho (marzo) (ciudad de Tokio) | Fuyu Basho (octubre) (ciudad de Tokio) | Victorias / Derrotas / Ausencias / Empates / Retenciones / Sin resultados |
| 1780           | Sekiwake 1 Oeste 6 - 0                | Sekiwake 1 Oeste 8 - 0 - 2r            | 14 - 0 - 2r                                                               |
| 1781           | Ōzeki 1 Oeste 9 - 0 - 1               | Sekiwake 1 Oeste 9 - 0 - 1             | 18 - 0 - 2                                                                |

1782
| Año (Honbasho) | Hatsu Basho (febrero) (ciudad de Tokio) | Fuyu Basho (octubre) (ciudad de Tokio) | Victorias / Derrotas / Ausencias / Empates / Retenciones / Sin resultados |
| 1782           | Ōzeki 1 Oeste 6 - 1 - 3                 | Ōzeki 1 Oeste 7 - 0 - 1 - 1r - 1sr     | 13 - 1 - 4 - 1r - 1sr                                                     |

1783-1784/1786
| Año (Honbasho) | Hatsu Basho (marzo) (ciudad de Tokio) | Fuyu Basho (noviembre) (ciudad de Tokio) | Victorias / Derrotas / Ausencias / Empates / Retenciones / Sin resultados |
| 1783           | Ōzeki 1 Oeste 5 - 0 - 4 - 1sr         | Ōzeki 1 Oeste 8 - 0 - 1 - 1e             | 13 - 0 - 5 - 1e - 1sr                                                     |
| 1784           | Ōzeki 1 Oeste 6 - 0 - 2 - 2r          | Ōzeki 1 Oeste 3 - 0 - 7                  | 9 - 0 - 9 - 2r                                                            |
| 1786           | Ōzeki 1 Oeste 10 - 0                  | Ōzeki 1 Oeste 3 - 1 - 6                  | 13 - 1 - 6                                                                |

1787
| Año (Honbasho) | Hatsu Basho (mayo) (ciudad de Tokio) | Fuyu Basho (noviembre) (ciudad de Tokio) | Victorias / Derrotas / Ausencias / Empates / Retenciones / Sin resultados |
| 1787           | Sekiwake 1 Oeste 0 - 0               | Sekiwake 1 Oeste 6 - 1 - 1 - 1e - 1r     | 6 - 1 - 1 - 1e - 1r                                                       |

1788
| Año (Honbasho) | Hatsu Basho (mayo) (ciudad de Tokio) | Fuyu Basho (noviembre) (ciudad de Tokio) | Victorias / Derrotas / Ausencias / Empates / Retenciones / Sin resultados |
| 1788           | Sekiwake 1 Oeste 7 - 0 - 1 - 1e - 1r | Sekiwake 1 Oeste 7 - 0 - 1 - 1e - 1r     | 14 - 0 - 2 - 2e - 2r                                                      |

1789-1790
| Año (Honbasho) | Hatsu Basho (mayo) (ciudad de Tokio)    | Fuyu Basho (noviembre) (ciudad de Tokio) | Victorias / Derrotas / Ausencias / Empates / Retenciones / Sin resultados |
| 1789           | Sekiwake 1 Oeste 7 - 1 - 1 - 1e         | Sekiwake 1 Oeste 6 - 0 - 3 - 1e          | 13 - 1 - 4 - 2e                                                           |
| 1790           | Ōzeki 1 Oeste 4 - 0 - 2 - 1e - 1r - 1sr | Ōzeki 1 Oeste 7 - 1 - 1 - 1e             | 11 - 1 - 3 - 2e - 1r - 1sr                                                |

1791
| Año (Honbasho) | Hatsu Basho (junio) (ciudad de Tokio) | Fuyu Basho (noviembre) (ciudad de Tokio) | Victorias / Derrotas / Ausencias / Empates / Retenciones / Sin resultados |
| 1791           | Ōzeki 1 Oeste 6 - 1 - 2 - 1sr         | Ōzeki 1 Oeste 0 - 0 - 10                 | 6 - 1 - 12 - 1sr                                                          |

1792
| Año (Honbasho) | Hatsu Basho (marzo) (ciudad de Tokio) | Fuyu Basho (noviembre) (ciudad de Tokio) | Victorias / Derrotas / Ausencias / Empates / Retenciones / Sin resultados |
| 1792           | Ōzeki 1 Oeste 8 - 0 - 2               | Ōzeki 1 Oeste 3 - 0                      | 11 - 0 - 2                                                                |

1793
| Año (Honbasho) | Hatsu Basho (marzo) (ciudad de Tokio) | Fuyu Basho (octubre) (ciudad de Tokio) | Victorias / Derrotas / Ausencias / Empates / Retenciones / Sin resultados |
| 1793           | Ōzeki 1 Oeste 7 - 0 - 2               | Ōzeki 1 Oeste 5 - 0 - 3 - 2e           | 12 - 0 - 5 - 2e                                                           |

1794
| Año (Honbasho) | Hatsu Basho (marzo) (ciudad de Tokio) | Fuyu Basho (noviembre) (ciudad de Tokio) | Victorias / Derrotas / Ausencias / Empates / Retenciones / Sin resultados |
| 1794           | Ōzeki 1 Oeste 5 - 0 - 5               | Ōzeki 1 Oeste 4 - 0 - 6                  | 9 - 0 - 11                                                                |